# Гьячунг-Канг
Гьячунг-Канг (7952 м) — вершина хребта Махалангур-Химал в центральной части Гималаев, высочайший пик между Чо-Ойю (8201 м) и Эверестом (8848 м). Расположен на границе Непала и Тибета. 15-я по высоте вершина мира, а также самая высокая вершина, не являющаяся восьмитысячником. Гьячунг-Канг гораздо менее известен, чем самый низкий из восьмитысячников, хотя ниже его всего на несколько десятков метров. Гьячунг-Канг фактически составляет с Чо-Ойю гигантскую стену длиной 11 км.
Первое восхождение совершили 10 апреля 1964 Ю. Като, К. Сакайдзава и Пасанг Путар, на следующий день на вершину взошли К. Матида и К. Ясухиса. Северную стену впервые прошла в 1999 словенская экспедиция и повторно Ясуси Яманой в 2002.